# Palij
Palij je liturgijski znak što ga nose nadbiskupi metropoliti, a označava poseban vid zajedništva metropolita i Pape.  
Riječ je o vrpci, tri ili četiri prsta širokoj od bijele vune koja se nosi oko vrata ima i dvije obješene vrpce. U nju je ušiveno šest crnih križića.

## Simbolika
Simbolika palija iznimno je bogata i biblijski utemeljena. Označava biskupa koji svojom službom nasljeđuje Krista, Dobroga Pastira koji na svojim ramenima podiže i nosi izgubljenu ovcu. Palij ujedno označava i Jaganjca, raspetoga i probodena za spasenje svih ljudi.

## Povijest
U prvim stoljećima pape su na ramenima nosili komad prave janjeće kože. Potom se počela rabiti bijela vrpca, poput svojevrsne štole, istkana od čiste janjeće vune. Na vrpci se nalazi šest križeva, koji su u početku bili crni ili ponekad i crveni. Već u IV. st. sveti je palij bio liturgijska oznaka vlastita papi. Dodjela palija nadbiskupima započela je od 6. st. Njihova, i danas važeća, obaveza da traže palij nakon imenovanja sa sigurnošću je potvrđena od 9. st.
Uobičajeno, palije novim nadbiskupima podjeljuje papa o svetkovini apostolskih prvaka, Sv. Petra i Pavla. Zadnji Hrvat koji je primio palij je nadbiskup zagrebački mons. Dražen Kutleša, kojemu ga je 30. rujna 2023. godine predao apostolski nuncij Giorgio Lingua u Mariji Bistrici na proslavi 25. obljetnice proglašenja blaženim kardinala Alojzija Stepinca. Prije toga bio je to nadbiskup i metropolit đakovačko-osječki mons. dr. Đuro Hranić, kojemu je palij dodijelio papa Franjo u Rimu 29. lipnja 2013. godine.